# 팬텀 타임 음모론
팬텀 타임 음모론(Phantom time conspiracy theory)은 1991년 헤리베르트 일리그(Heribert Illig)가 처음 주장한 유사역사학적 음모론이다. 이는 신성 로마 제국 황제 오토 3세, 교황 실베스테르 2세, 그리고 추정상 비잔틴 황제 콘스탄티노스 7세가 음모를 조작했다는 가설을 세운다. 서력기원 연대 측정 시스템은 AD 1000년이라는 특별한 해에 소급하여 기록하고, 신성 로마 제국에 대한 오토의 주장을 정당화하기 위해 역사를 다시 쓰기 위한 것이다. 일리그는 이것이 문서 및 물리적 증거의 변경, 허위 진술 및 위조를 통해 달성되었다고 믿었다. 이 시나리오에 따르면, 카롤루스 대제의 모습을 포함한 카롤루스 왕조 시대는 조작이며, 중세 전기에 297년(AD 614~911)이라는 "팬텀 타임"(유령의 시간)이 추가된다.
증거는 가설과 모순되며 역사가들의 지지를 얻지 못했으며 다른 유럽 국가, 대부분의 아시아 및 콜럼버스 이전 미국 일부 지역의 달력은 이에 모순된다.

## 같이 보기
- 역사 왜곡